# علی‌آباد (هلیل)
علی‌آباد روستایی در دهستان هلیل بخش مرکزی شهرستان جیرفت استان کرمان ایران است.

## جمعیت
بر پایه سرشماری عمومی نفوس و مسکن در سال ۱۳۹۵ جمعیت این مکان ۲۷ نفر (۱۲خانوار) بوده‌است.